# Ashes Tour 1968
Die Ashes Tour 1968 war die Tour der australischen Cricket-Nationalmannschaft, die die 44. Austragung der Ashes beinhaltete, und wurde zwischen dem 6. Juni und 27. August 1968 ausgetragen. Die internationale Cricket-Tour war Teil der internationalen Cricket-Saison 1968 und umfasste fünf Test-Matches. Die Test-Serie endete 1–1 unentschieden, womit Australien die Ashes als Titelverteidiger behalten durfte.

## Vorgeschichte
Für beide Mannschaften war es die erste Tour der Saison.
Das letzte Aufeinandertreffen der beiden Mannschaften bei einer Tour fand in der Saison 1965/66 in Australien statt.

## Stadien
Die folgenden Stadien wurden für die Tour als Austragungsort vorgesehen.
| Stadion                     | Stadt      | Kapazität | Spiele  |
| --------------------------- | ---------- | --------- | ------- |
| Edgbaston Cricket Ground    | Birmingham | 24.803    | 3. Test |
| Headingley Stadium          | Leeds      | 17.000    | 4. Test |
| The Oval                    | London     | 23.500    | 5. Test |
| Lord’s Cricket Ground       | London     | 30.000    | 2. Test |
| Old Trafford Cricket Ground | Manchester | 19.000    | 1. Test |

## Kaderlisten
Die Mannschaften benannten die folgenden Kader.
| Test | Test |
| England | Australien |
| --- | --- |
| - Colin Cowdrey (K) - Tom Graveney (VK) - Dennis Amiss - Bob Barber - Ken Barrington - Geoff Boycott - David Brown - Basil D’Oliveira - Ted Dexter - John Edrich - Keith Fletcher - Ken Higgs - Ray Illingworth - Barry Knight - Alan Knott (wk) - Colin Milburn - Pat Pocock - Roger Prideaux - John Snow - Derek Underwood | - Bill Lawry (K) - Barry Jarman (VK, wk) - Ian Chappell - Alan Connolly - Bob Cowper - Eric Freeman - John Gleeson - Neil Hawke - John Inverarity - Ashley Mallett - Graham McKenzie - Ian Redpath - Paul Sheahan - Brian Taber (wk) - Doug Walters |

## Tour Matches
Während der Tour bestritt Australien 22 Tour Matches.

## Tests

### Erster Test in Manchester
| 6. – 11. Juni Scorecard | Manchester | Australien 357 (130.3) & 220 (88) | – | England 165 (104.3) & 253 (110) |
|                         |            | Australien gewinnt mit 159 Runs   |   |                                 |

Australien gewann den Münzwurf und entschied sich als Schlagmannschaft zu beginnen.

### Zweiter Test in London
| 20. – 25. Juni Scorecard | London (Lord’s) | England 351-7d (144.3) | – | Australien 78 (33.4) & 127-4 (67) (f/o) |
|                          |                 |                        |   |                                         |

England gewann den Münzwurf und entschied sich als Schlagmannschaft zu beginnen.

### Dritter Test in Birmingham
| 11. – 16. Juli Scorecard | Birmingham | England 409 (172.5) & 142-3d (42) | – | Australien 222 (91) & 68-1 (28.2) |
|                          |            | Remis                             |   |                                   |

England gewann den Münzwurf und entschied sich als Schlagmannschaft zu beginnen.

### Vierter Test in Leeds
| 25. – 30. Juli Scorecard | Leeds | Australien 315 (133.4) & 312 (154.1) | – | England 302 (147) & 230-4 (84) |
|                          |       | Remis                                |   |                                |

Australien gewann den Münzwurf und entschied sich als Schlagmannschaft zu beginnen.

### Fünfter Test in London
| 22. – 27. August Scorecard | London (Oval) | England 494 (201.2) & 181 (58.4) | – | Australien 324 (163.3) & 125 (83.3) |
|                            |               | England gewinnt mit 226 Runs     |   |                                     |

England gewann den Münzwurf und entschied sich als Schlagmannschaft zu beginnen.